# Den liberala paradoxen
Den liberala paradoxen, också känd som Sens paradox eller Paretiska-Liberala Omöjlighetsteoremet, är ett välkänt teorem inom nationalekonomi och filosofi. Teoremet bevisades av den indiska nationalekonomen och filosofen Amartya Sen i en artikel publicerad 1970 i Journal of Political Economy. Teoremet anger att det är omöjligt att både uppfylla en viss sorts liberal princip och att samtidigt uppfylla Paretokriteriet.
Den liberala paradoxen påminner i vissa avseenden om Arrows teorem.

## Teorem
De två huvudsakliga axiomen som Sen använder sig av är följande:
Svaga Paretokriteriet: För varje alternativ (x, y), om alla föredrar x framför y, så föredrar samhället x framför y.
Liberala Principen: För varje individ finns det åtminstone ett par alternativ, (x, y), sådant att 
1. om individen föredrar x framför y, så föredrar samhället x framför y, och
2. om individen föredrar y framför x, så föredrar samhället y framför x.

Sen antar också ett ytterligare axiom, känt som "Oinskränkt Domän", enligt vilket vilka individuella preferenser som helst är möjliga.
Teoremet kan uttryckas på följande vis:
Den liberala paradoxen: Det finns inga transitiva samhälleliga preferenser som uppfyller det Svaga Paretokriteriet, Liberalism och Oinskränkt Domän.

## Sens exempel
Sen använder den (för sin tid) skandalösa boken Lady Chatterley's Lover för att illustrera konflikten mellan Paretokriteriet och Liberalism. I exemplet antas det att det endast finns två individer och tre alternativ (x, y, z):
- Alternativ x: Individ 1 läser boken
- Alternativ y: Individ 2 läser boken
- Alternativ z: Ingen läser boken

Anta att individ 1 är pryd och därför föredrar z, men också föredrar x framför y (Sen skriver att pryda personer "tenderar att föredra att censurera framför att bli censurerade"). I motsats till detta föredrar individ 2 att någon läser boken snarare än ingen och vill helst av allt se den pryda individ 1 läsa boken. Individ 2 föredrar alltså x framför y och y framför z. Från ett liberalt perspektiv borde varje individ få välja själv om de ska läsa boken. Därför föredrar ett liberalt samhälle y framför z och z framför x (och därför y framför x). Från ett Paretooptimalitets perspektiv föredrar dock samhället x framför y (eftersom både individ 1 och 2 föredrar x framför y). Eftersom ett samhälle inte kan föredra y framför x samtidigt som det föredrar x framför y, så går det alltså inte att uppfylla både det Svaga Paretokriteriet och den Liberala Principen.

## Kritik
Den liberala paradoxen har diskuterats flitigt i den akademiska litteraturen där de flesta menar att det är den Liberala Principen (snarare än Paretokriteriet) som måste förkastas. Nationalekonomen Yew-Kwang Ng har exempelvis argumenterat för att den Liberala Principen inte är rimlig om man antar att individers preferenser har olika intensitet och är interpersonellt jämförbara.